# East Morton
East Morton – wieś w Anglii, w hrabstwie West Yorkshire. Leży 22 km na północny zachód od miasta Leeds i 288 km na północny zachód od Londynu. W pobliżu leży wieś West Morton.